# Palacio de Weikersheim
El palacio de Weikersheim es un castillo histórico que perteneció a la rama protestante de la familia principesca de Hohenlohe hasta 1967, cuando el príncipe Constantino de Hohenlohe lo vendió al estado federado de Baden-Wurtemberg, Alemania, donde se encuentra. Sus jardines figuran entre los más importantes de Alemania.

## Historia

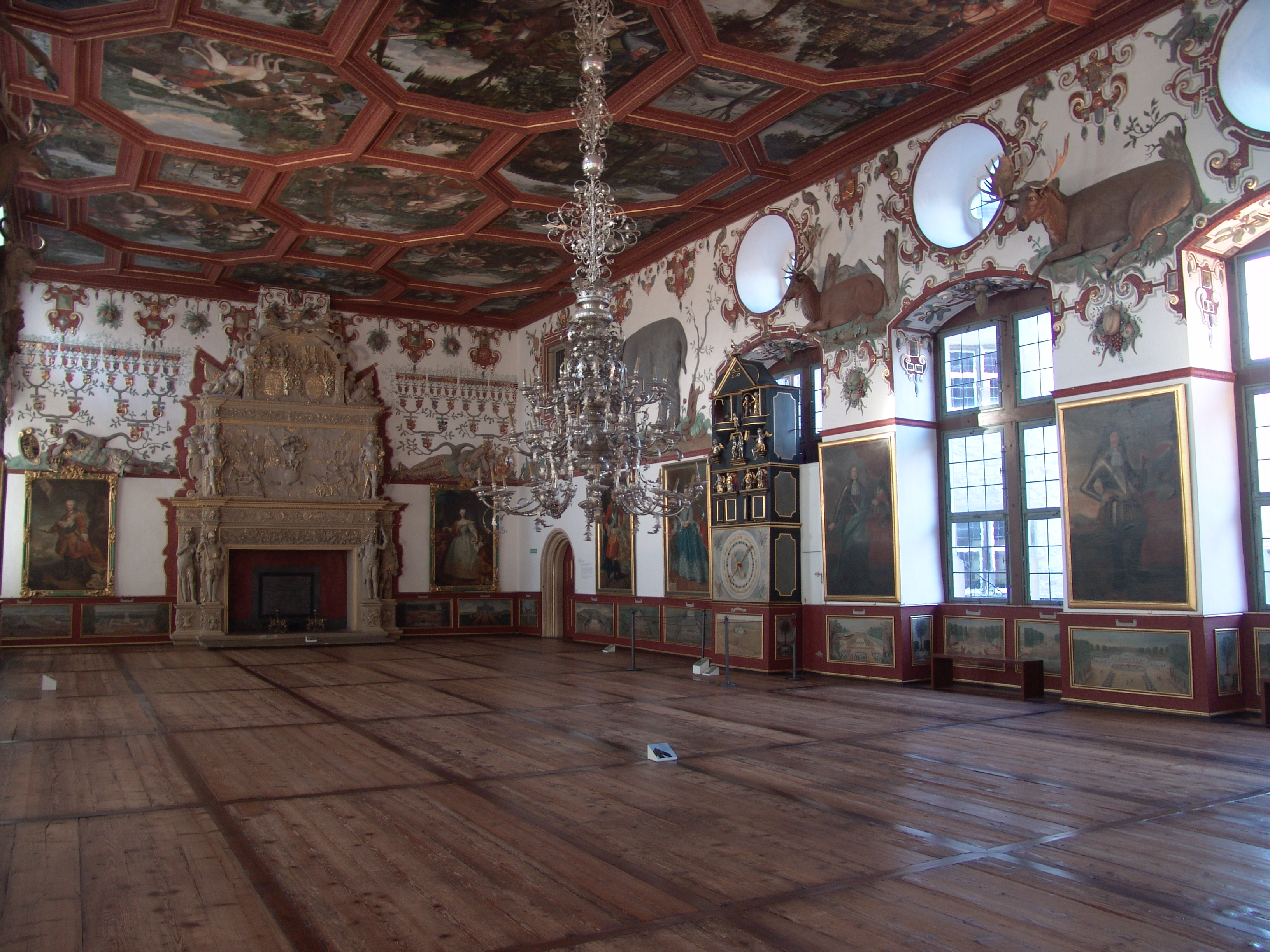
Sala de los caballeros con su espléndido artesonado.

En 1153 son mencionados los señores Conrado y Enrique de Wighartesheim (de donde deviene Weikersheim) como propietarios de un castillo fortificado con foso (Wasserburg) en el valle del Tauber. Conrado se convertirá en señor de Weikersheim y Enrique, en señor de Hohenloch (que devendrá en Hohenlohe), a raíz de la población de Hohenlach, cerca de Uffenheim.
El castillo fue ampliado, amurallado y completado a lo largo de los siglos. El conde Wolfgang II de Hohenlohe-Langenburg toma posesión de las tierras y el castillo en 1586, después de distintas particiones y extinciones de la rama de Weikersheim. Hace de él su residencia principal y remodela el castillo en estilo renacentista. Cultivado y humanista, el conde había viajado a Austria, Francia e Inglaterra y quiso hacer de su residencia la medida ideal de sus gustos y concepciones, con elementos que anunciaban el barroco. La reforma exterior es llevada a cabo por el arquitecto wurzburgués Balthasar Katzenberger. El conde murió a los sesenta y cuatro años en 1610 y apenas tiene tiempo de apreciar la nueva decoración.
Los trabajos se detienen durante la Guerra de los Treinta Años, cuando los tropas del general Johann von Werth se acuartelan aquí en 1634 y si el castillo no hubiera sido tomado por el Gran Turco y su gente, hubiera sido peor.
El nieto de Wolfgang II, el conde Siegfried, continúa con los trabajos a partir de 1679 y su hijo Carlos Luis la convierte en su residencia en 1709. Desde entonces y durante los siguientes cincuenta años el castillo toma su configuración actual, con el desarrollo del parque, uno de jardines franceses más bellos de Alemania. Carlos Luis, se encuentra sin heredero, y el castillo y sus tierras pasan a otra rama de los Hohenlohe, aquella de Hohenlohe-Langenburg. Estos ya no residen en Weikersheim más que en verano o durante cortas estancias, prefiriendo los castillos de Langenburg, de Neuenstein o de Öhringen. Este castillo de La bella durmiente del bosque se despierta después de la Segunda Guerra Mundial, cuando el príncipe Constantino de Hohenlohe-Langenburg, huyendo de los comunistas de Bohemia, hace de él su residencia. Revitaliza el dominio, abre una escuela de pintura (el propio príncipe es él mismo pintor), restaura el parque y el castillo y lo abre al público; también organiza conciertos y cursos internacionales de música de cámara en verano. En su testamento prevé que el castillo sea vendido a su muerte al estado de Baden-Wurtemberg, lo que sucede en 1967 por 5 millones y medio de marcos alemanes, resolviendo las dificultades de mantenimiento del dominio.

## El palacio en la actualidad

El Palacio y el parque.

El palacio de Weikersheim es la sede de las Juventudes Musicales Internacionales en Alemania, donde se representan óperas y conciertos para el público en julio y agosto. Existen salas para música clásica, jazz y música contemporánea.
Cada año por Navidad se instala un mercado navideño con iluminaciones en el patio y sobre la terraza de honor.
El palacio también es sede del Studienzentrum Weikersheim (Centro de Estudios de Weikersheim), un think tank conservador fundado por el antiguo ministro-presidente del Baden-Wurtemberg, el cristiano-demócrata Hans Filbinger (1913-2007), en 1979.

## Galería

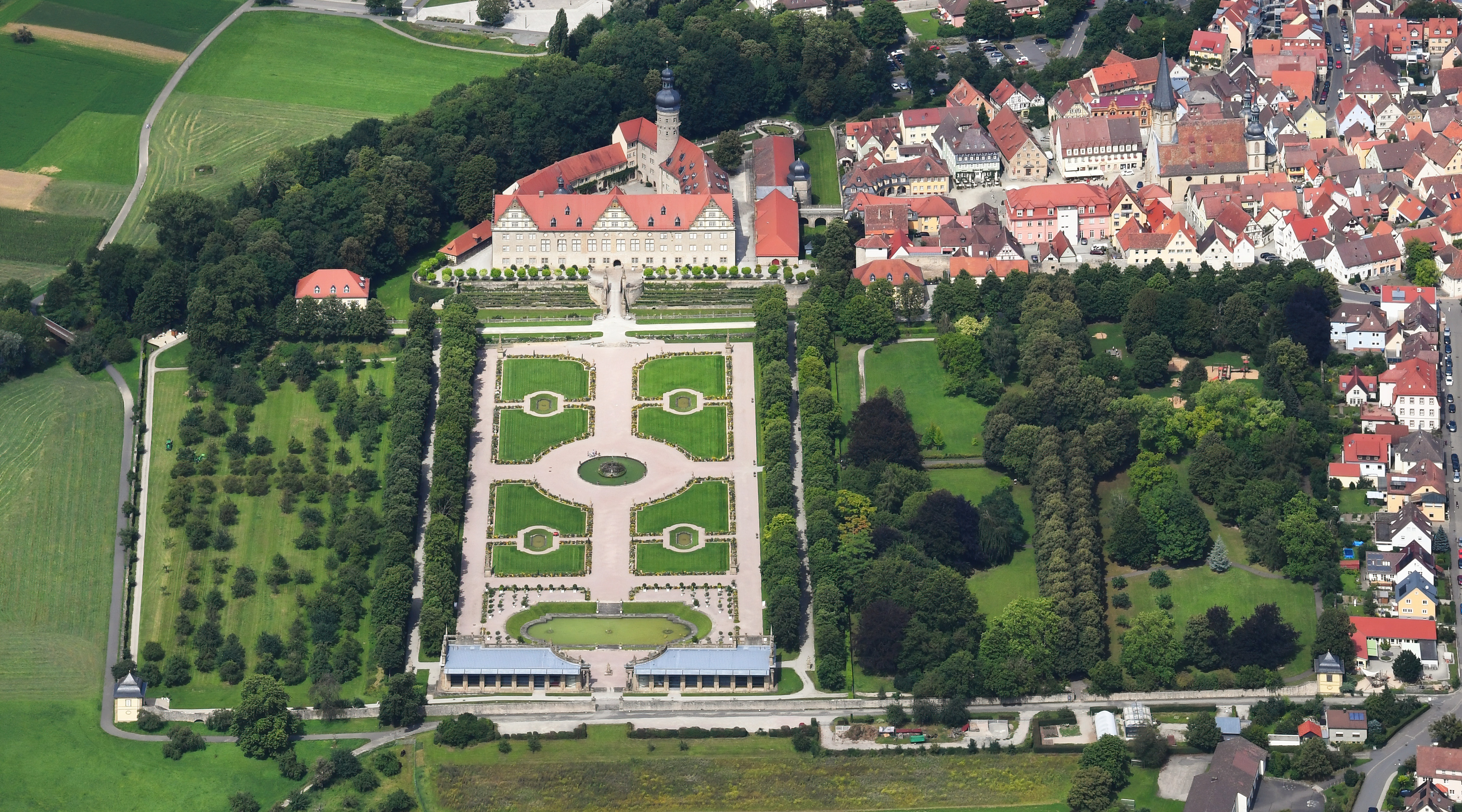
Vista aérea del palacio de Weikersheim y del parque
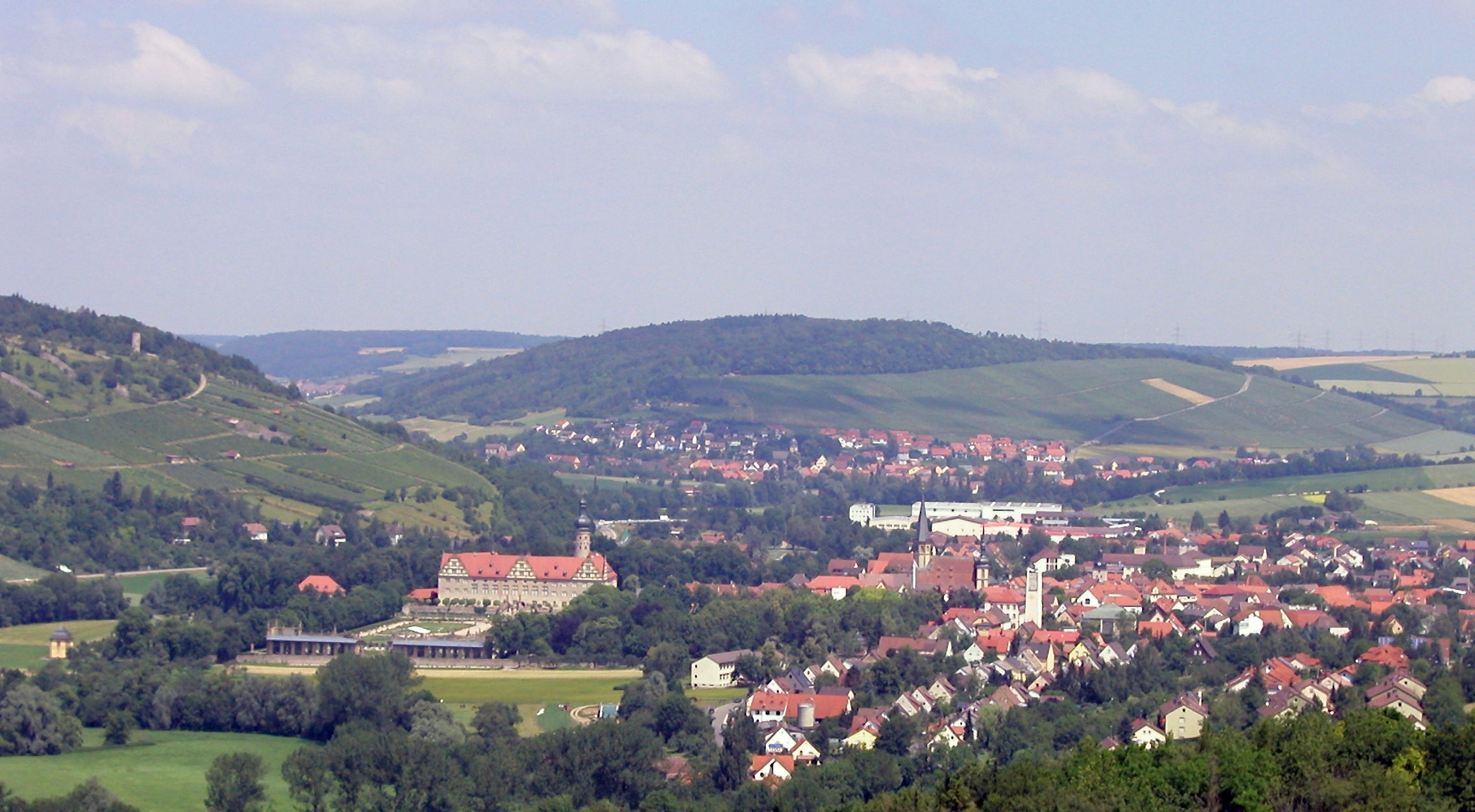
Vista del palacio en Weikersheim
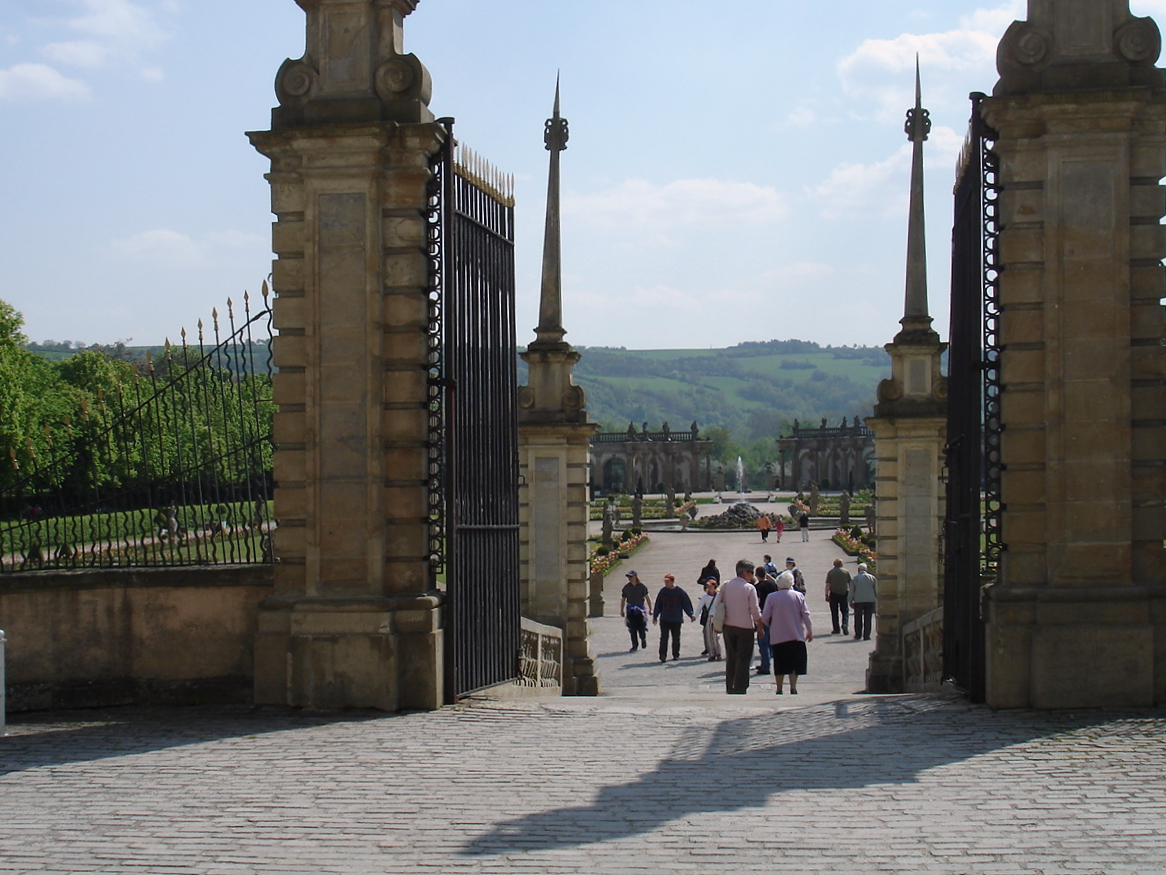
Entrada de la Orangerie a Versailles
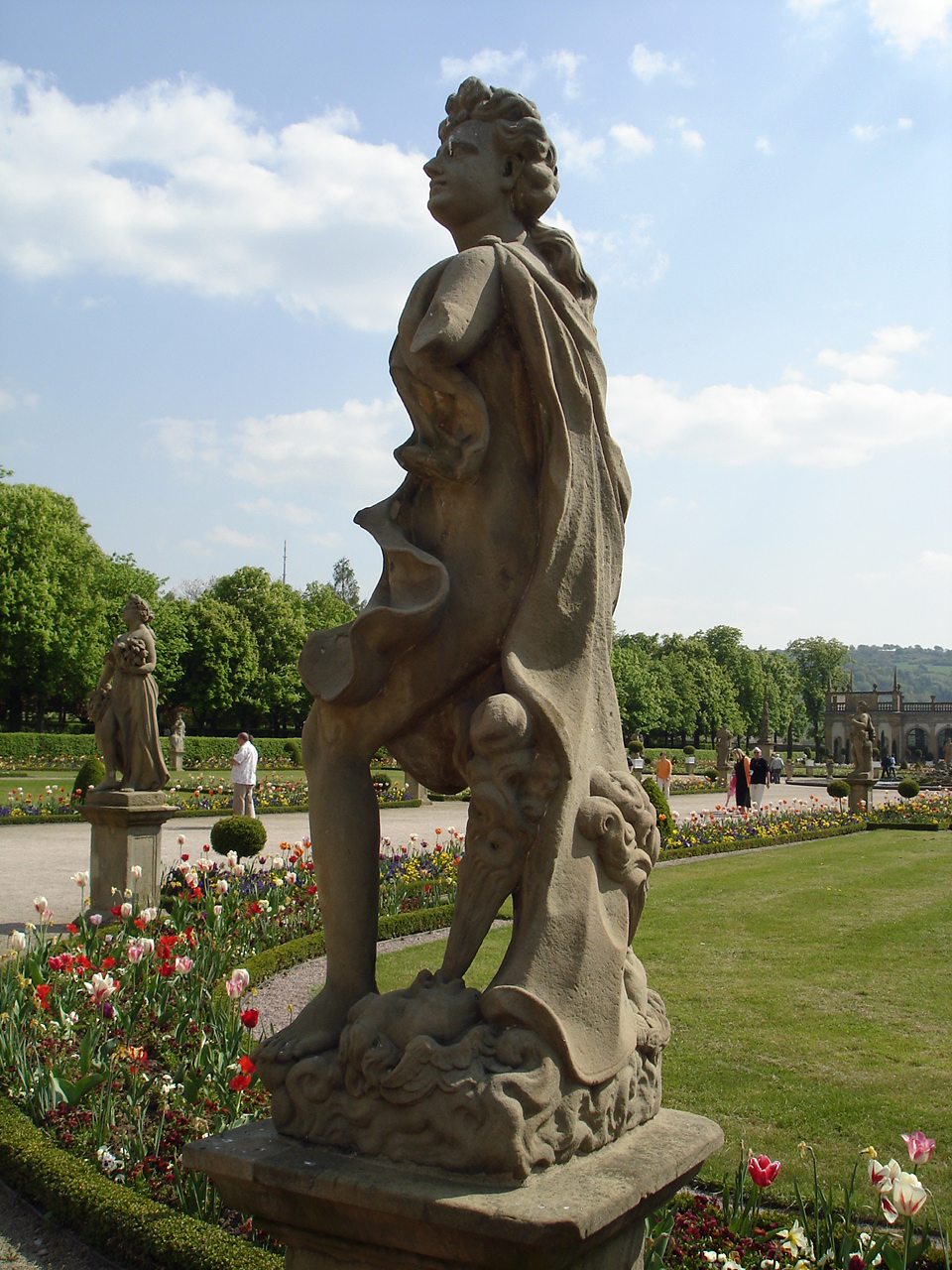
Estatua del parque
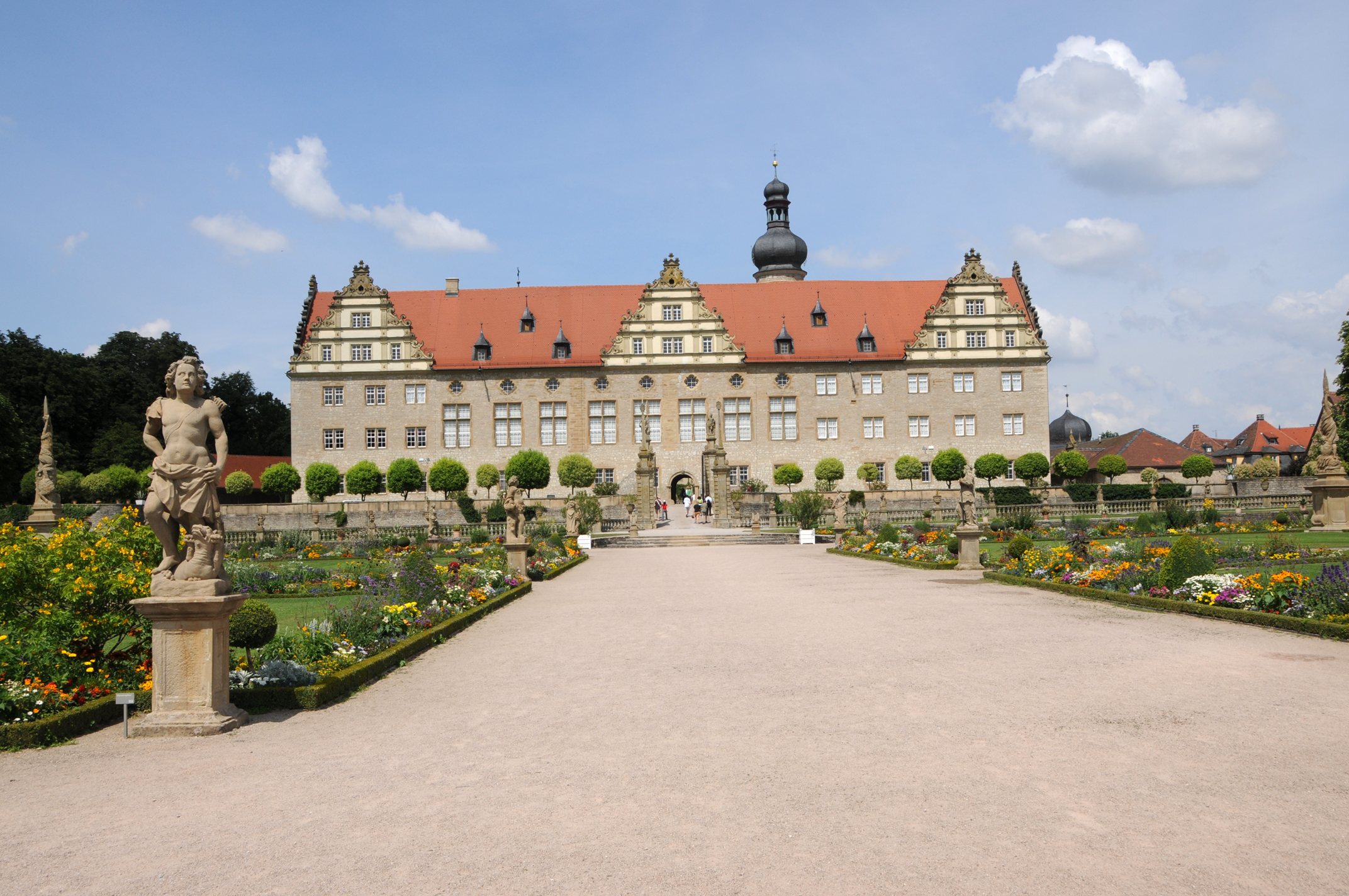
Avenida principal del parque
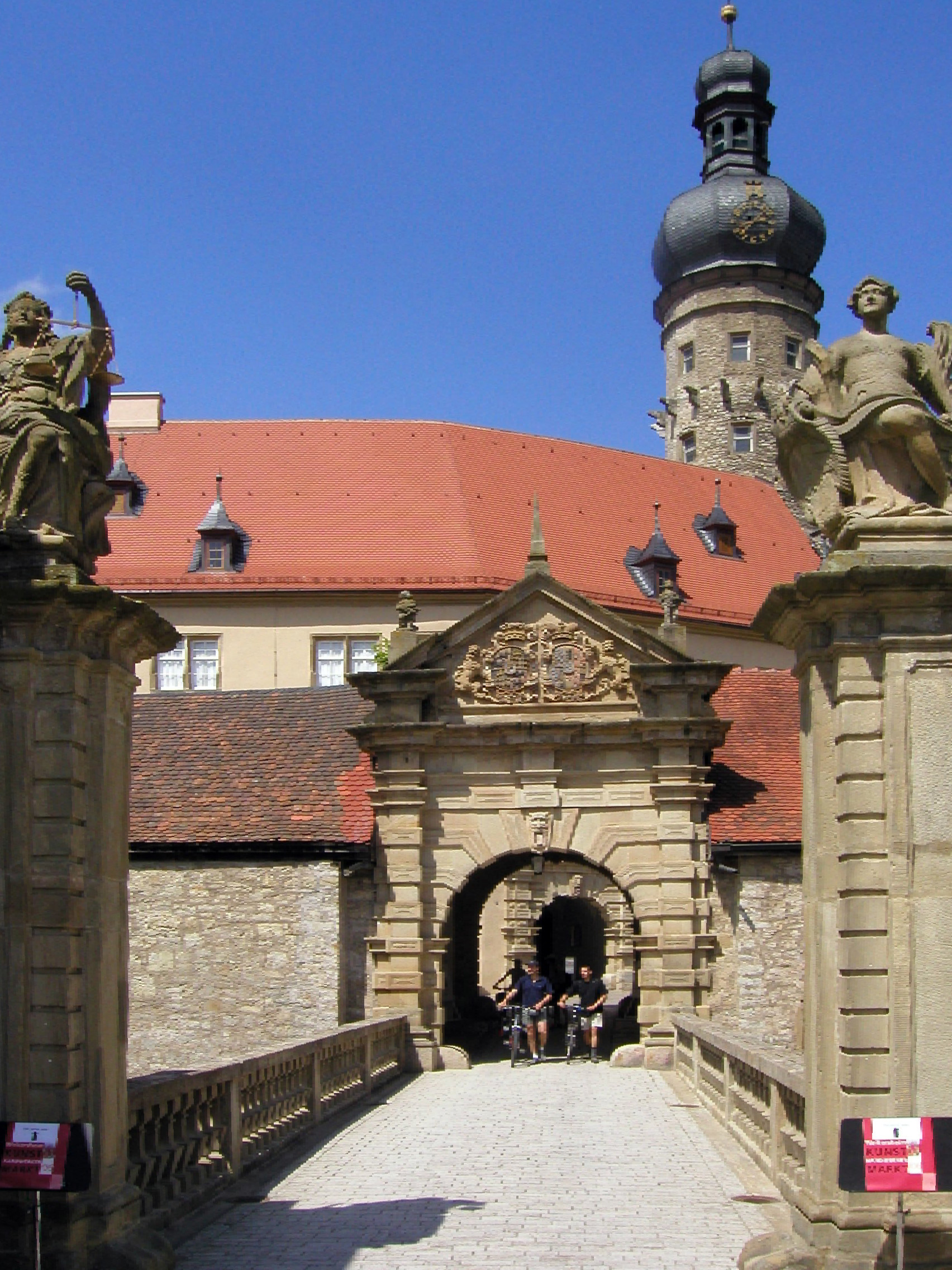
Entrada del palacio